# Anders Hejlsberg

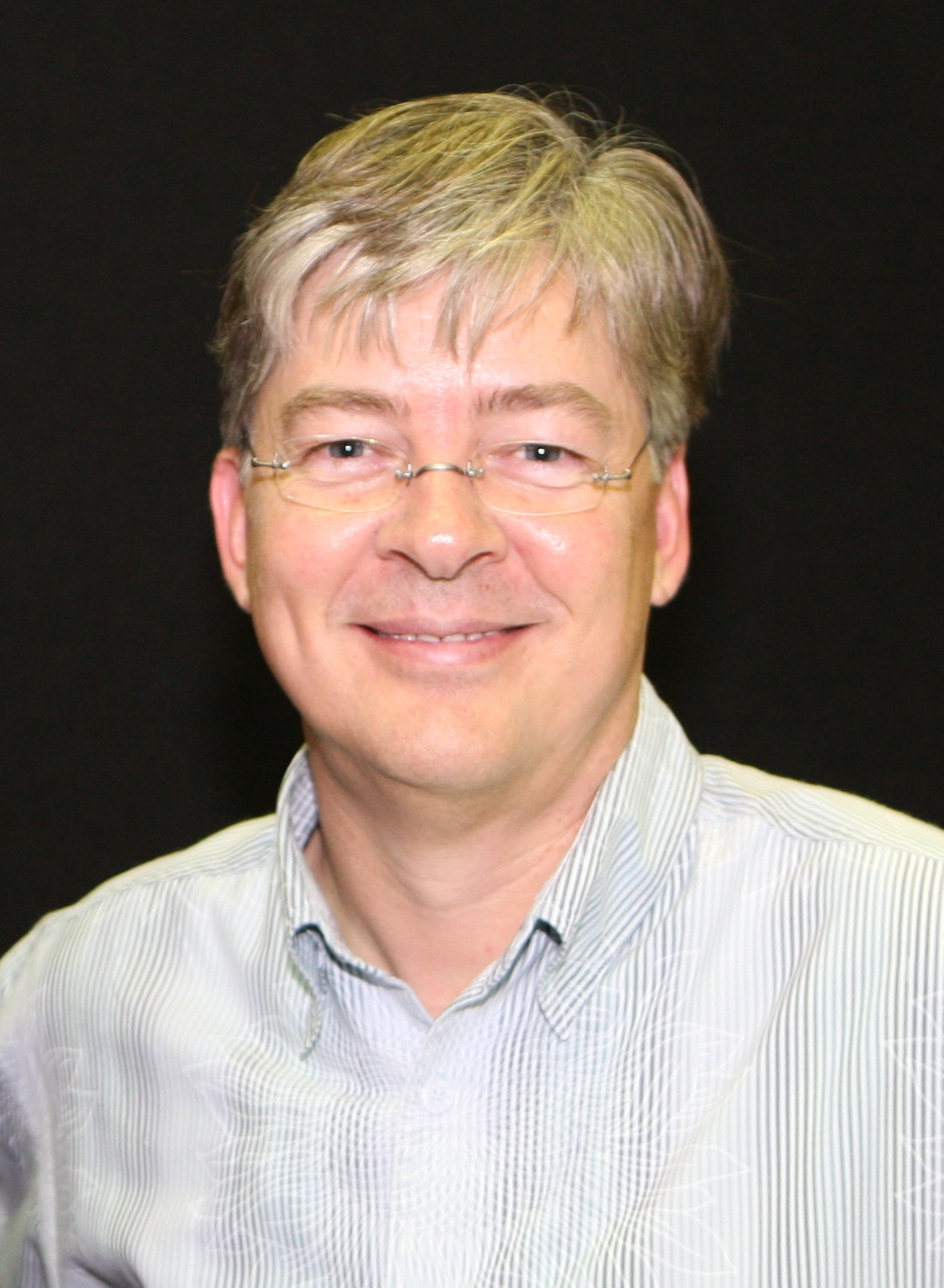
Anders Hejlsberg

Anders Hejlsberg, sinh năm 1960, là một kỹ sư phần mềm tài năng người Đan Mạch. Ông là người tham gia thiết kế nhiều ngôn ngữ lập trình và nhiều công cụ lập trình nổi tiếng gồm Turbo Pascal, Delphi, J++, C#. Hiện tại ông đang làm việc cho Microsoft với chức vụ chính là kiến trúc sư trưởng của ngôn ngữ lập trình C# và Typescript.

## Thời trẻ
Hejlsberg sinh ra và lớn lên tại Copenhagen, Đan Mạch, đã từng học tại Trường Đại học Kỹ thuật Đan Mạch nhưng đã quyết định nghỉ học để theo đuổi niềm đam mê lập trình. Vào năm 1980, trong thời gian học đại học, ông đã bắt đầu viết chương trình cho máy vi tính Nascom, trong đó có trình biên dịch cho ngôn ngữ lập trình Pascal được đặt tên là Blue Label Pascal cho máy Nascom-2. Ngay sau đó, ông đã viết lại thành các phiên bản khác nhau cho hệ điều hành CP/M và MSDOS được biết với tên là Compas Pascal và sau đó đổi tên thành Poly Pascal. Sau cùng trình biên dịch này được Borland mua lại và kết hợp với một bộ soạn thảo và gỡ rối hoàn chỉnh để trở thành một sản phẩm nổi tiếng với tên Turbo Pascal.

## Tại Borland
Sau vài năm cộng tác từ xa với Borland, Hejlsberg cùng vợ rời Đan Mạch đến định cư tại Mỹ vào năm 1986, và tiếp công việc tại Borland cho đến năm 1996, trong mười năm làm việc tại Borland, ông đã tiếp tục phát triển Turbo Pascal và sáng tạo một công cụ lập trình trực quan và hiện đại là Delphi.

## Tại Microsoft
Vào năm 1996, sau 13 năm làm việc với Borland, trong lúc dòng sản phẩm Delphi đang trên đường thành công, Hejlsberg nhận lời mời của Bill Gates gia nhập Microsoft. Những năm đầu tại Microsoft, ông đã tham gia vào việc phát triển ngôn ngữ lập trình J++ và phát minh thư viện giao diện đồ họa Windows Foundation Classes (WFC), đồng thời giành được nhiều danh hiệu của Microsoft như Microsoft Distinguished Engineer và Technical Fellow.
Vào những năm cuối của thập niên 1990, Microsoft phải đối mặt với nhiều sản phẩm có năng suất lập trình rất cao như Java của SUN và Delphi của Borland, trong khi đó, công nghệ COM+ và Visual Basic của Microsoft không đủ tính cạnh tranh, hơn nữa VJ++ vừa ra đời lại gặp rắc rối về pháp lý với Java của SUN. Hejlsberg đã thiên về phe 'cách mạng' trong Microsoft, ủng hộ việc sáng tạo một ngôn ngữ lập trình và một bộ thư viện lập trình hoàn toàn mới đó là ngôn ngữ C# và.Net Framework. Kể từ đó, Hejlsberg đã trở thành kiến trúc sư trưởng của C#, một thành viên chính của.Net Framework.
Hiện tại, Hejlsberg đang làm việc tại Microsoft trong dự án C# và.Net Framework.

## Giải thưởng
Hejlsberg nhận danh hiệu Dr. Dobb's Excellence in Programming Award (tạm dịch là Giải thưởng dành cho lập trình viên xuất sắc Dr. Dobb) vào năm 2001 do tạp chí Dr. Dobb bầu chọn vì những sáng tạo hoặc đóng góp to lớn của ông đối với các sản phẩm Turbo Pascal, Delphi, C# và Microsoft.NET Framework.